# Iridomyrmex
Iridomyrmex é um gênero de insetos, pertencente à família Formicidae.

## Espécies
- Iridomyrmex adstringatus Heterick & Shattuck, 2011
- Iridomyrmex agilis Forel, 1907
- Iridomyrmex alpinus Heterick & Shattuck, 2011
- Iridomyrmex anceps (Roger, 1863)
- Iridomyrmex anderseni Shattuck, 1993
- Iridomyrmex angusticeps Forel, 1901
- Iridomyrmex anteroinclinus Shattuck, 1993
- Iridomyrmex atypicus Heterick & Shattuck, 2011
- Iridomyrmex azureus Viehmeyer, 1914
- Iridomyrmex bicknelli Emery, 1898
- Iridomyrmex bigi Shattuck, 1993
- Iridomyrmex brennani Heterick & Shattuck, 2011
- †Iridomyrmex breviantennis Théobald, 1937
- Iridomyrmex brunneus Forel, 1902
- Iridomyrmex calvus Emery, 1914
- Iridomyrmex cappoinclinus Shattuck, 1993
- Iridomyrmex cephaloinclinus Shattuck, 1993
- Iridomyrmex chasei Forel, 1902
- Iridomyrmex coeruleus Heterick & Shattuck, 2011
- Iridomyrmex conifer Forel, 1902
- Iridomyrmex continentis Forel, 1907
- Iridomyrmex cuneiceps Heterick & Shattuck, 2011
- Iridomyrmex cupreus Heterick & Shattuck, 2011
- Iridomyrmex curvifrons Heterick & Shattuck, 2011
- Iridomyrmex cyaneus Wheeler, 1915
- Iridomyrmex difficilis Heterick & Shattuck, 2011
- Iridomyrmex discors Forel, 1902
- Iridomyrmex dromus Clark, 1938
- Iridomyrmex elongatus Heterick & Shattuck, 2011
- Iridomyrmex exsanguis Forel, 1907
- †Iridomyrmex florissantius Carpenter, 1930
- Iridomyrmex fulgens Heterick & Shattuck, 2011
- Iridomyrmex galbanus Shattuck, 1993
- Iridomyrmex gibbus Heterick & Shattuck, 2011
- Iridomyrmex gumnos Heterick & Shattuck, 2011
- Iridomyrmex hartmeyeri Forel, 1907
- Iridomyrmex hertogi Heterick & Shattuck, 2011
- Iridomyrmex hesperus Shattuck, 1993
- Iridomyrmex infuscus Heterick & Shattuck, 2011
- Iridomyrmex innocens Forel, 1907
- Iridomyrmex lividus Shattuck, 1993
- Iridomyrmex longisoma Heterick & Shattuck, 2011
- Iridomyrmex luteoclypeatus Heterick & Shattuck, 2011
- Iridomyrmex macrops Heterick & Shattuck, 2011
- †Iridomyrmex mapesi Wilson, 1985
- Iridomyrmex mattiroloi Emery, 1898
- Iridomyrmex mayri Forel, 1915
- Iridomyrmex meridianus Heterick & Shattuck, 2011
- Iridomyrmex minor Forel, 1915
- Iridomyrmex mirabilis Heterick & Shattuck, 2011
- Iridomyrmex mjobergi Forel, 1915
- Iridomyrmex neocaledonica Heterick & Shattuck, 2011
- Iridomyrmex niger Heterick & Shattuck, 2011
- Iridomyrmex nudipes Heterick & Shattuck, 2011
- †Iridomyrmex obscurans Carpenter, 1930
- Iridomyrmex obscurior Forel, 1902
- Iridomyrmex obsidianus Emery, 1914
- Iridomyrmex omalonotus Heterick & Shattuck, 2011
- Iridomyrmex pallidus Forel, 1901
- Iridomyrmex phillipensis Heterick & Shattuck, 2011
- Iridomyrmex prismatis Shattuck, 1993
- Iridomyrmex purpureus (Smith, 1858)
- Iridomyrmex reburrus Shattuck, 1993
- Iridomyrmex roseatus Heterick & Shattuck, 2011
- Iridomyrmex rubriceps Forel, 1902
- Iridomyrmex rufoinclinus Shattuck, 1993
- Iridomyrmex rufoniger (Lowne, 1865)
- Iridomyrmex sanguineus Forel, 1910
- Iridomyrmex setoconus Shattuck & McMillan, 1998
- †Iridomyrmex shandongicus Zhang, 1989
- Iridomyrmex spadius Shattuck, 1993
- Iridomyrmex splendens Forel, 1907
- Iridomyrmex spodipilus Shattuck, 1993
- Iridomyrmex spurcus Wheeler, 1915
- Iridomyrmex suchieri Forel, 1907
- Iridomyrmex suchieroides Heterick & Shattuck, 2011
- Iridomyrmex tenebrans Heterick & Shattuck, 2011
- Iridomyrmex tenuiceps Heterick & Shattuck, 2011
- Iridomyrmex trigonoceps Heterick & Shattuck, 2011
- Iridomyrmex turbineus Shattuck & McMillan, 1998
- Iridomyrmex victorianus Forel, 1902
- Iridomyrmex viridiaeneus Viehmeyer, 1914
- Iridomyrmex viridigaster Clark, 1941
- Iridomyrmex xanthocoxa Heterick & Shattuck, 2011